# 대한불교법화종
대한불교 법화종(大韓佛敎法華宗)은 1946년 4월 서울 성북구 성북동 소재 무량사(無量寺)에서 김갑열(金甲烈) 스님이 창종하였으며 법화사상계(法華思想系)에 속한 한국불교의 한 종파이다.
석가여래를 본존불로, 대각국사를 종조로, 《묘법연화경》을 소의경전으로 삼는다. 종지(宗旨)는 《법화경》의 회삼귀일(會三歸一)의 대승불교사상을 봉체로 하여 일심삼관(一心三觀)과 교관겸수(敎觀兼修)로 제세안민과 흥법호국함에 있다.
종단기구는 종정 아래 2원 5회와 4부가 있으며 원로원이 독립되어 있다. 포교는 《법화경요품》을 중심으로 일요일에 각사찰 단위로 일제히 법회를 보며, 매년 전국 순회포교를 실시하고 있다.
승속의 구분은 없으며 재래 기복적인 요소를 일체 배제하고 석가모니상만을 모심이 특징이다. 수행방법으로 연 2회 수련대회를 가지며 일반신도는 《나무묘법연화경》을 수지 염송한다.